# Scarodytes
Scarodytes es un género de coleópteros adéfagos  perteneciente a la familia Dytiscidae. 

## Especies
- Scarodytes antoni	(Fery & Stastny 2007)
- Scarodytes halensis	(Fabricius 1787)
- Scarodytes malickyi	(Wewalka 1977)
- Scarodytes margaliti	(Wewalka 1977)
- Scarodytes pederzanii	(Angelini 1973)
- Scarodytes roberti	(Fery 2011)
- Scarodytes ruffoi	(Franciscolo 1961)
- Scarodytes savinensis                                  	(Zimmermann 1933)